# Čusovoj
Čusovoj è una città della Russia europea nordorientale; appartiene al rajon Čusovskoj, del quale è il capoluogo. Sorge nella parte centro-orientale del Territorio di Perm', sulle sponde del fiume Čusovaja, 224 chilometri a nordest del capoluogo Perm'.